# Осмонский сельсовет
Осмо́нский сельсове́т — упразднённая административно-территориальная единица, существовавшая в составе Дмитровского района Орловской области до 1954 года.
Административным центром было село Осмонь.

## География
Располагался на юге района. Граничил с Дмитриевским и Михайловским районами Курской области.

## История
Образован в первые годы советской власти. По состоянию на 1926 год входил в состав Круглинской волости Дмитровского уезда Орловской губернии. С 1928 года в составе Дмитровского района. Упразднён 17 июня 1954 года путём присоединения к Малобобровскому сельсовету. В настоящее время населённые пункты бывшего Осмонского сельсовета входят в состав Берёзовского сельского поселения.

## Населённые пункты
| №  | Населённый пункт | Тип населённого пункта |
| -- | ---------------- | ---------------------- |
| 1  | Осмонь           | село, адм. центр       |
| 2  | Вознесенский     | посёлок                |
| 3  | Дубовой          | посёлок                |
| 4  | Лабунец          | посёлок                |
| 5  | Лебединский      | посёлок                |
| 6  | Лозовой          | посёлок                |
| 7  | Никитовский      | посёлок                |
| 8  | Новогеоргиевский | посёлок                |
| 9  | Новосёлки        | посёлок                |
| 10 | Петровский       | посёлок                |
| 11 | Ровенский        | посёлок                |
| 12 | Спасский         | посёлок                |
| 13 | Фёдоровский      | посёлок                |

## Экономика
На территории сельсовета с 1930-х годов действовали колхозы «Красный восток», «Красный пахарь», «Красная Осмонь».